# Csirimojó
A csirimojó (Annona cherimola) a liliomfa-virágúak (Magnoliales) rendjébe, ezen belül az annónafélék (Annonaceae) családjába tartozó, ízletes gyümölcsű fa. Egyéb nevei: cserimoja, krémalma, fahéjalma vagy kirimojaannóna.

## A növény
A gyorsan növő, örökzöld fa sűrű lombú, egyenes törzsű, alacsonyan elágazó, általában 5–9 méter magas. Levelei oválisak, színük sötétzöld, enyhén szőrös, fonákjuk bársonyos, 7,5–15 cm hosszúak és 3,8–8,9 cm szélesek. Virágai illatosak, egyesével vagy legfeljebb kettes-hármas csoportokban nőnek, 3 külső, nagyobb, zöldes és 3 belső, kisebb, rózsaszínes sziromból állnak. A gömbölyded, kissé szív alakú gyümölcsök 10–20 cm hosszúak és legfeljebb 10 cm szélesek, tömegük 150–500 gramm, de előfordulnak ennél nagyobb, akár 2,7 kg-ot elérő termések is. Héja sima vagy pikkelyszerűen töredezett, belseje fehéres, húsa édes, enyhén savanykás, ízletes. Számos kemény, babhoz hasonló, barna vagy fekete magot tartalmaz, melyek mérete 1–2 cm.

## Természetes élőhely
Őshazája Kolumbia és Ecuador, de elterjedt dél felé egészen Chiléig, északon Mexikóig, valamint megtalálható Florida államban is. A hosszú nappalokkal rendelkező szubtrópusi éghajlatot kedveli, alacsony fekvésű helyeken nem terjedt el. Kolumbiában és Ecuadorban leginkább 1400–2000 méteres tengerszint feletti magasságban él, Guatemalában 1200–2500 m között (legjobban 1200–1800 között érzi magát), de például Mexikóváros vidékén a Mexikói-völgyben nem él meg a viszonylagosan alacsony hőmérséklet miatt: a -3 °C-nál erősebb fagyokat nem viseli el.

## Termesztésének története
A gyümölcs Dél-Amerika északnyugati részén ősidőktől fogva ismert. 1629-ben érkeztek az első magok Mexikóba, ahol azóta is nagy népszerűségnek örvend, de ebben az időszakban kezdték Közép-Amerika más országaiban és Peruban is termeszteni. 1757-ben került át Spanyolországba, de itt egészen a 20. század közepéig csak házikertekben nevelték: az első európai ültetvények ekkor jelentek meg Granadában a Sierra Nevada hegyein, ahol egy járvány miatt kipusztult narancsfákat helyettesítették vele. 1953-ban már 106 hektáron termelték. 1785-ben Jamaica szigetére, 1790-ben pedig Hawaiira is elvitték a növényt, 1797-ben pedig az olaszországi Reggio Calabria megyében jelent meg.
1871-ben az USA szárazföldi részein is elkezdték termeszteni, 1878-tól kezdve pedig megpróbálták Szingapúrba is betelepíteni, de a trópusi éghajlatot nem viselte el. 1880-ban bekerült Indiába és Srí Lanka szigetére is, itt ma kis mennyiségben termesztik. 1897-ben Madeira szigetére telepítették be, ezután pedig Észak-Afrika számos országába.

## Felhasználása

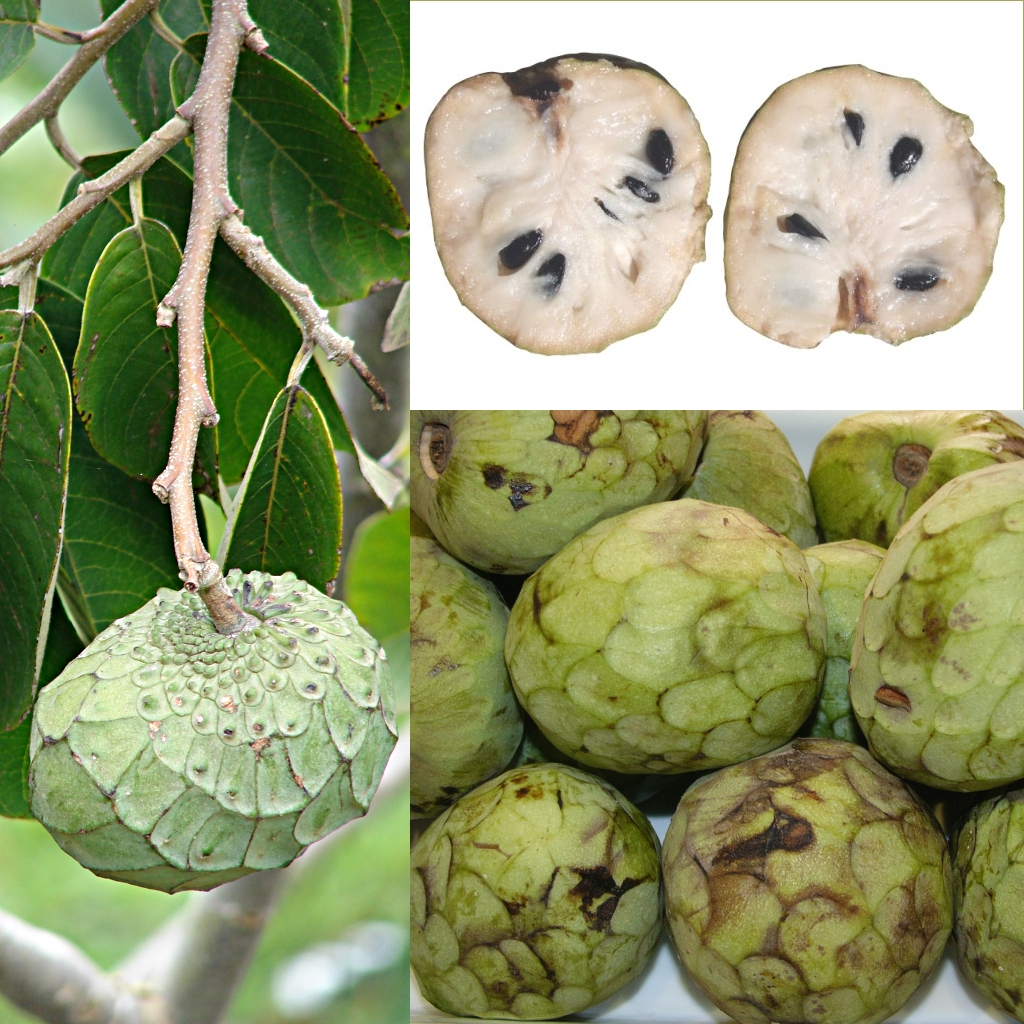
A csirimojó gyümölcse

A gyümölcs önmagában is ízletes, de az éretlenül leszedett termést néhány napig utóérlelni kell. Legtöbbször, ha már érett és puha, kanállal vájják ki a belsejét, Mexikóban néhány csepp citromlét is rácsepegtetnek. A magok eltávolítása után gyümölcssalátába is kiváló, de készíthető belőle fagylalt, zselé vagy más édesség is. Kolumbiában kifacsart levéből citrom hozzáadásával üdítőitalt készítenek. Mivel a gyümölcs cukrot is tartalmaz, erjesztéssel alkoholos italok is nyerhetők belőle.
Magjait összetörve rovarölő szerként hasznosítják. Az összezúzott magvakat is tartalmazó lé szembe kerülve látáskárosodást okozhat!
Szárított virágját Jamaicában dohány illatosítására is használják.

## Képek

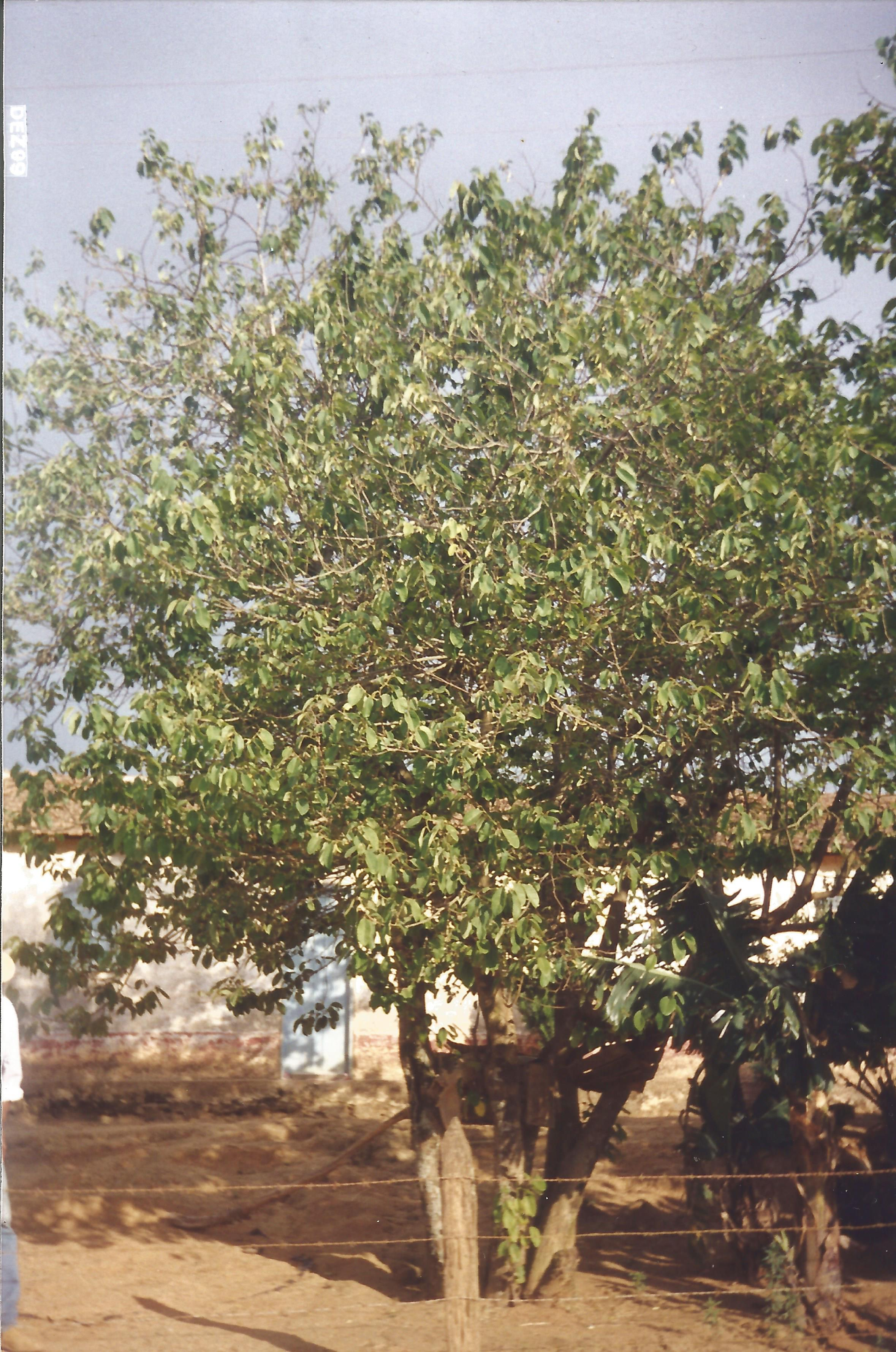
A növény
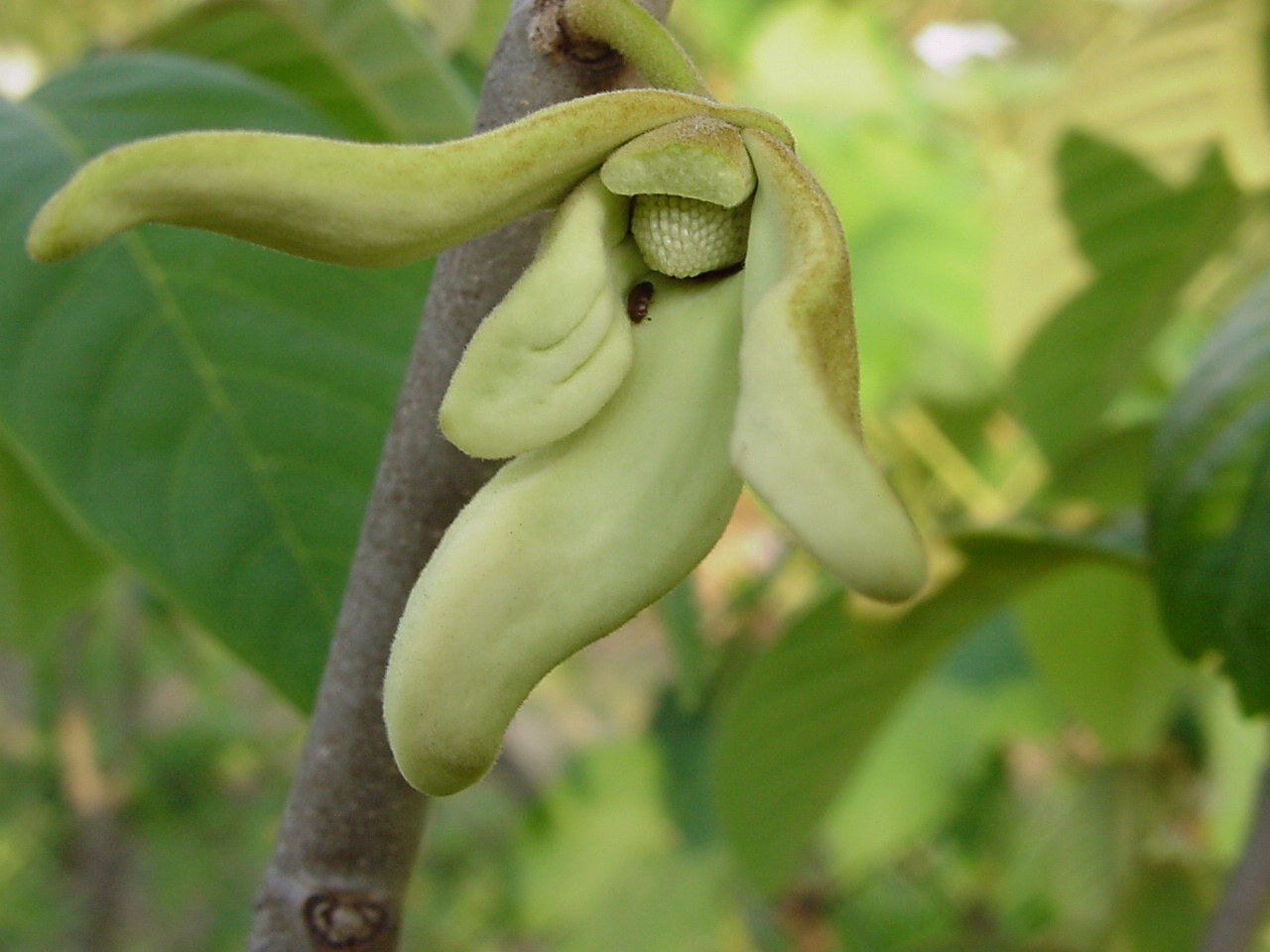
Virága,
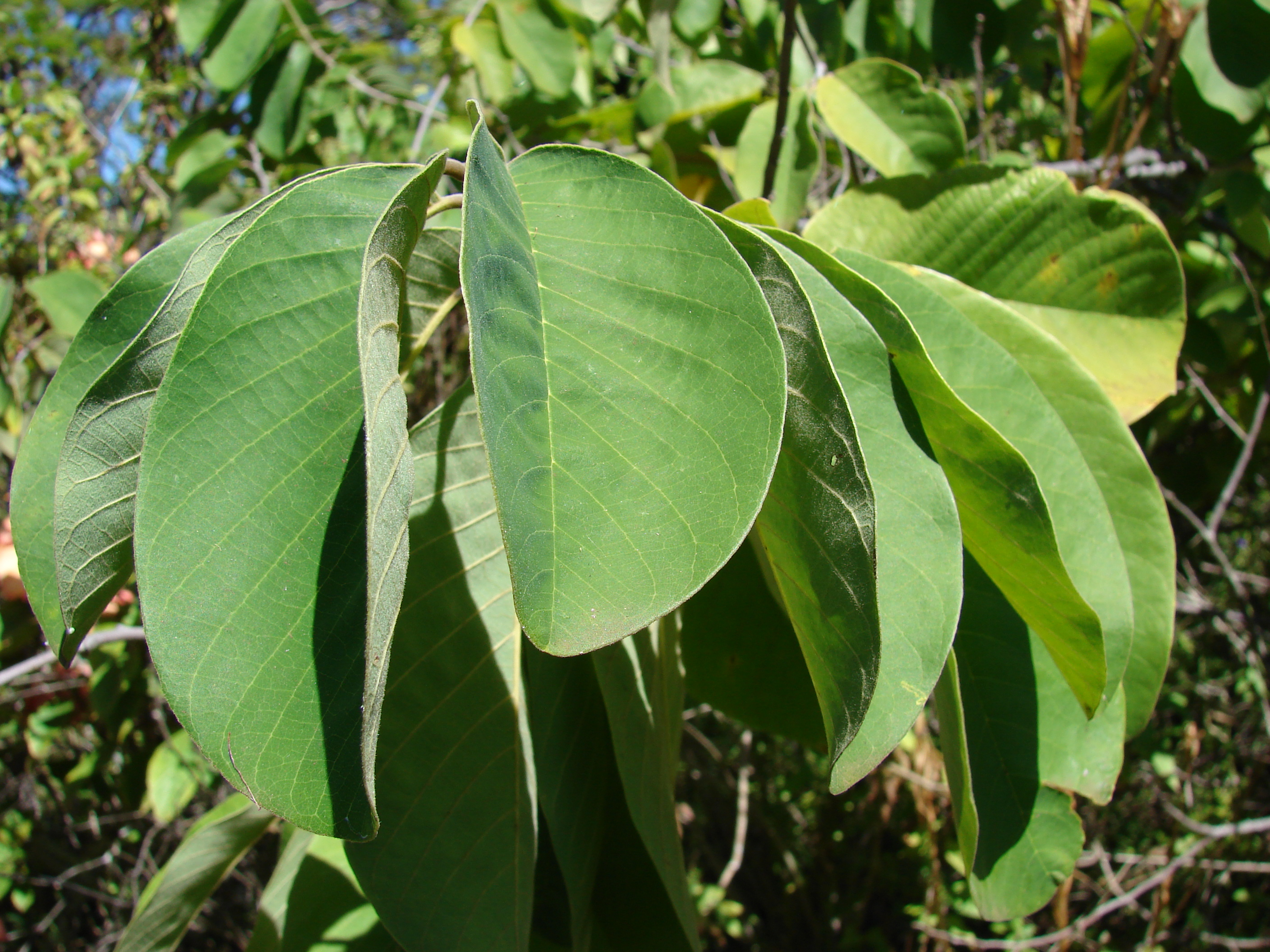
levelei
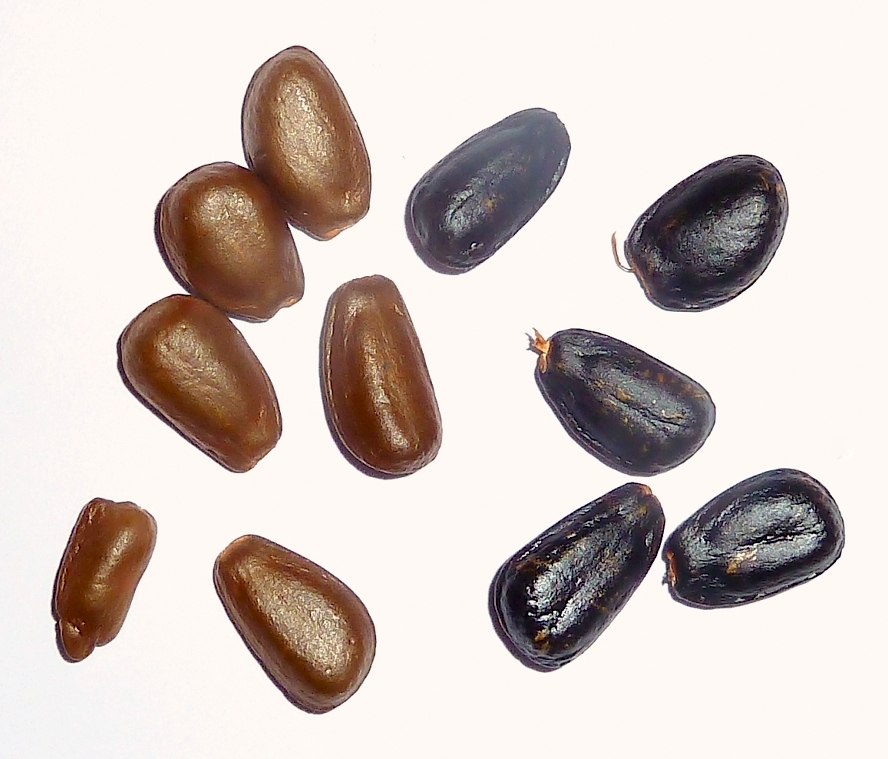
és magvai